# Austrolimnophila subinterventa
Austrolimnophila subinterventa är en tvåvingeart. Austrolimnophila subinterventa ingår i släktet Austrolimnophila och familjen småharkrankar.

## Underarter
Arten delas in i följande underarter:
- A. s. oriunda
- A. s. subinterventa